# Kaštieľsky park
Kaštieľsky park je chráněný areál v katastrálním území města Hurbanovo v okrese Komárno v Nitranském kraji na Slovensku. Území bylo vyhlášeno v roce 1981 a jeho rozloha je 1,1 hektaru. Předmětem ochrany je historický anglický park z poloviny devatenáctého století u kurie.